# Версайё
Версайё (фр. Versailleux) — коммуна во Франции, находится в регионе Рона — Альпы. Департамент — Эн. Входит в состав кантона Шаламон. Округ коммуны — Бурк-ан-Брес.
Код INSEE коммуны — 01434.

## География
Коммуна расположена приблизительно в 390 км к юго-востоку от Парижа, в 32 км северо-восточнее Лиона, в 27 км к югу от Бурк-ан-Бреса.
По территории коммуны протекают реки Марин (фр. Marine) и Ренон, есть много озёр.

## Климат
Климат полуконтинентальный с холодной зимой и тёплым летом. Дожди бывают нечасто, в основном летом.

## Население
Население коммуны на 2010 год составляло 332 человека.
| 1962 | 1968 | 1975 | 1982 | 1990 | 1999 | 2010 |
| ---- | ---- | ---- | ---- | ---- | ---- | ---- |
| 221  | 205  | 198  | 210  | 219  | 254  | 332  |

## Администрация
| Период | Период | Фамилия      | Партия       | Примечания                          |
| ------ | ------ | ------------ | ------------ | ----------------------------------- |
| 1989   | 1999   | Андре Жосран |              |                                     |
| 1999   | 2003   | Мишель Нем   |              | ремесленник                         |
| 2003   | 2020   | Жерар Бранши | Разные левые | профессор, член генерального совета |

## Экономика
В 2010 году среди 203 человек трудоспособного возраста (15—64 лет) 155 были экономически активными, 48 — неактивными (показатель активности — 76,4 %, в 1999 году было 80,5 %). Из 155 активных жителей работали 142 человека (78 мужчин и 64 женщины), безработных было 13 (3 мужчин и 10 женщин). Среди 48 неактивных 18 человек были учениками или студентами, 22 — пенсионерами, 8 были неактивными по другим причинам.

## Достопримечательности
- Церковь Св. Петра и Св. Павла (XI век). Исторический памятник с 1927 года[4]
- Замок Версайё (XII век)

## Фотогалерея

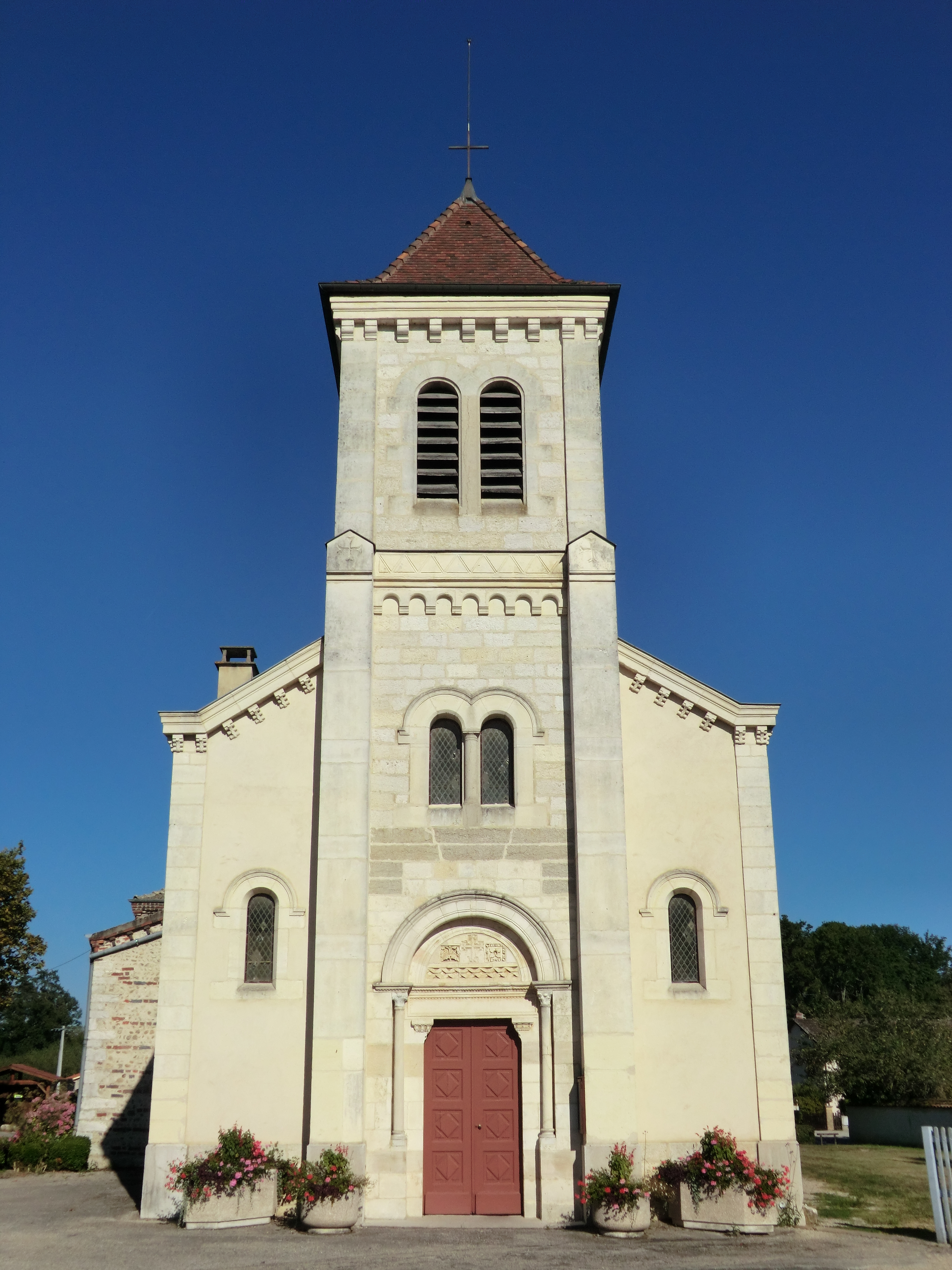
Церковь Св. Петра и Св. Павла
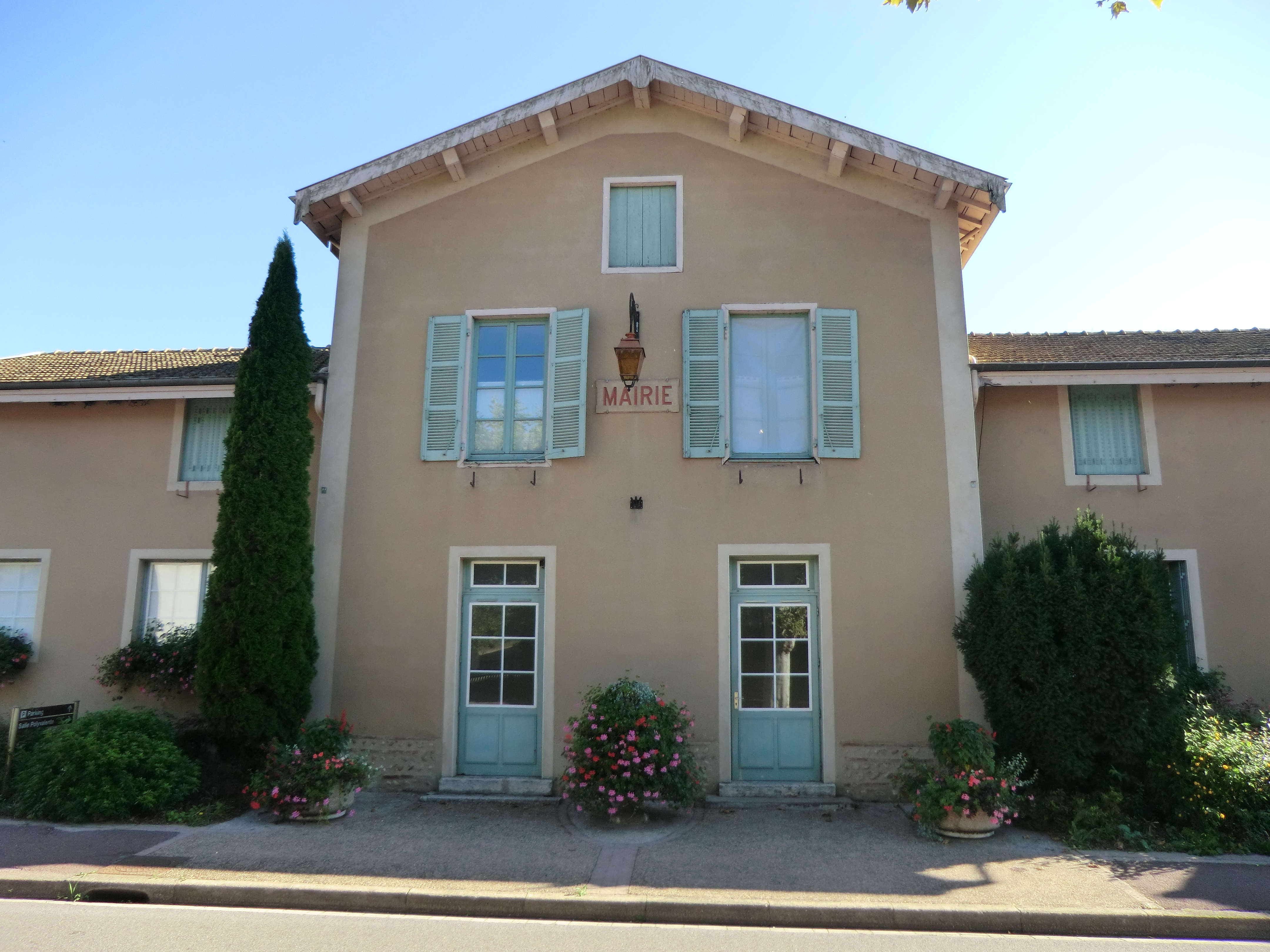
Мэрия
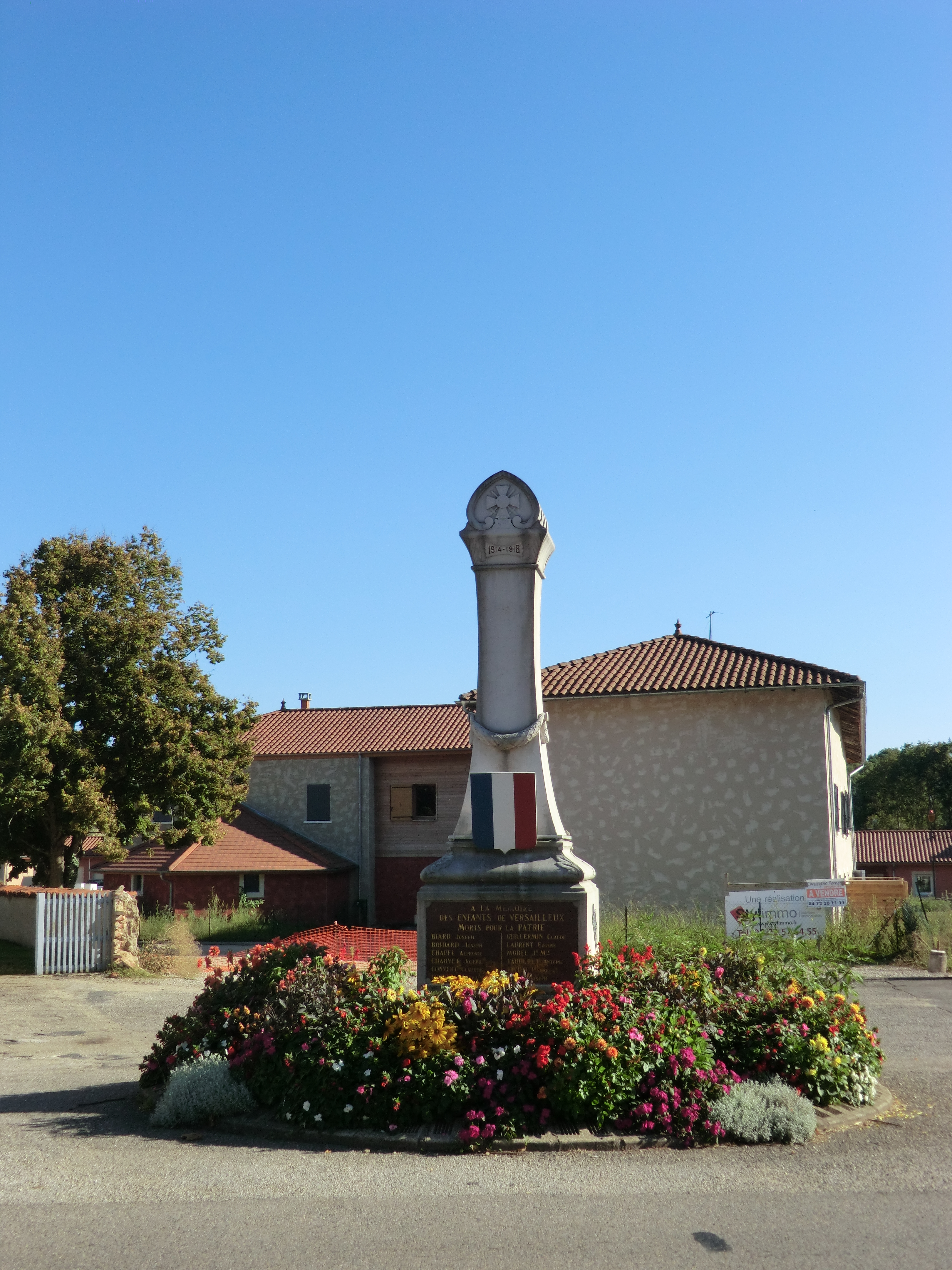
Военный мемориал
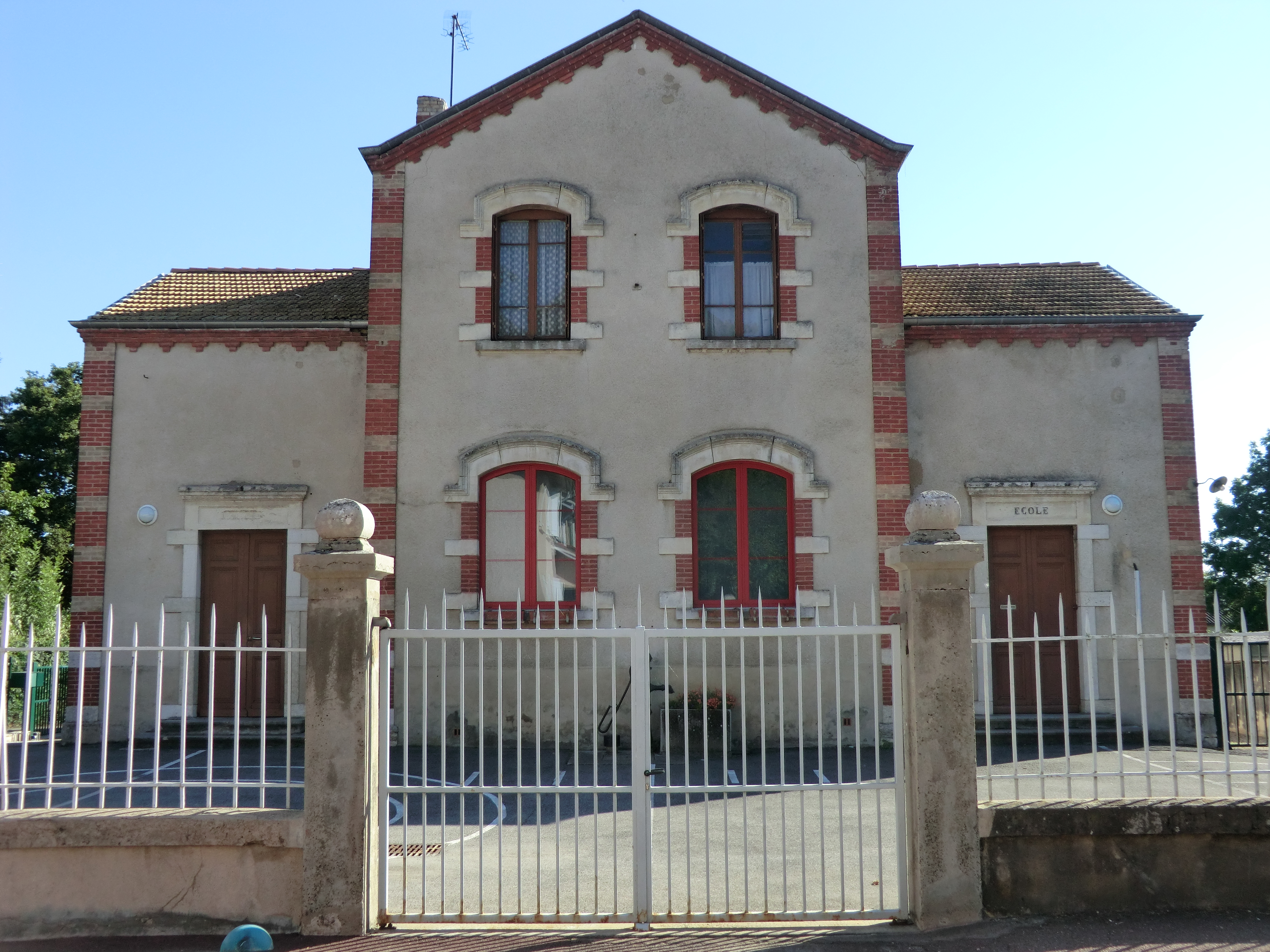
Школа
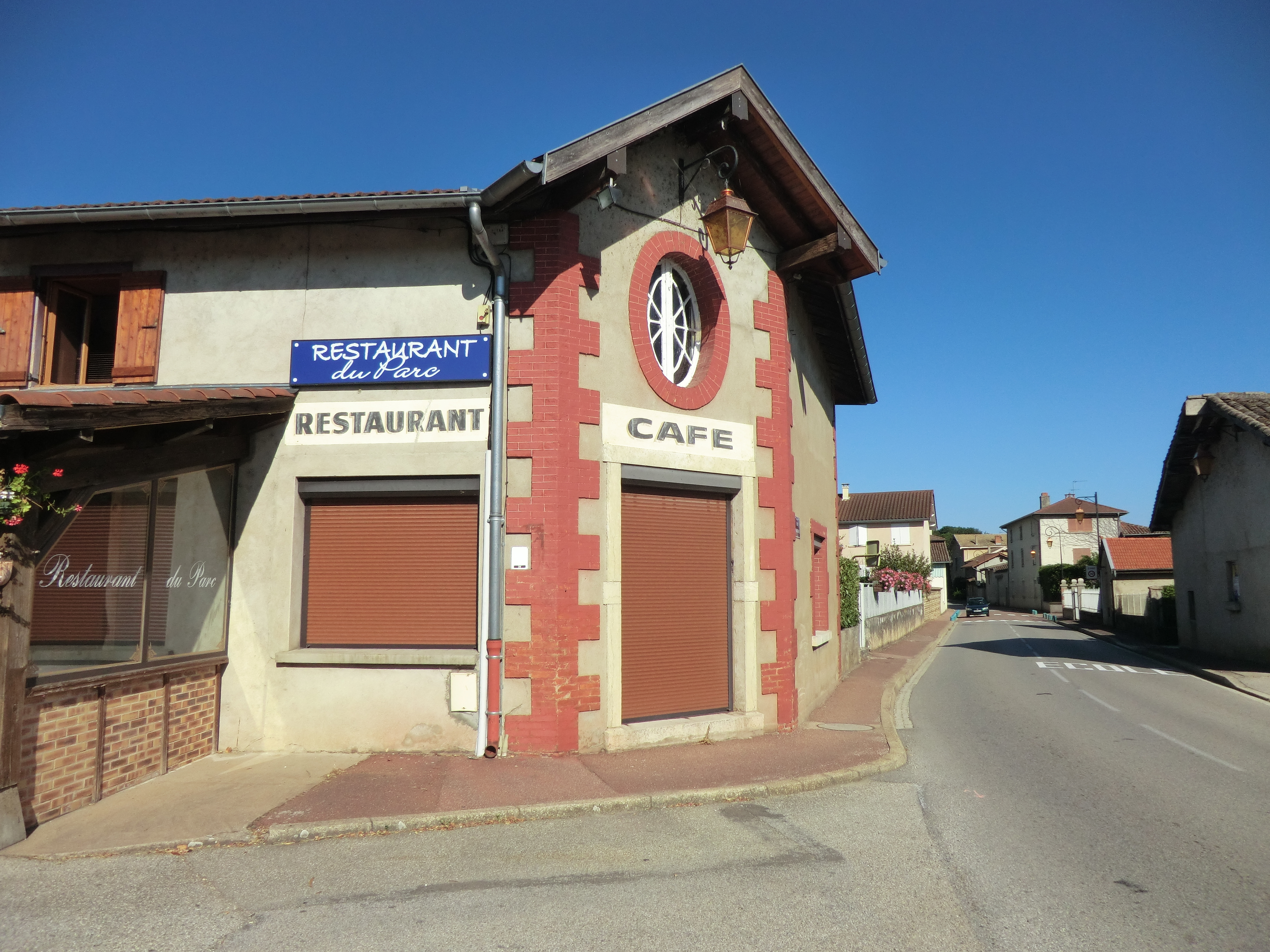
Ресторан
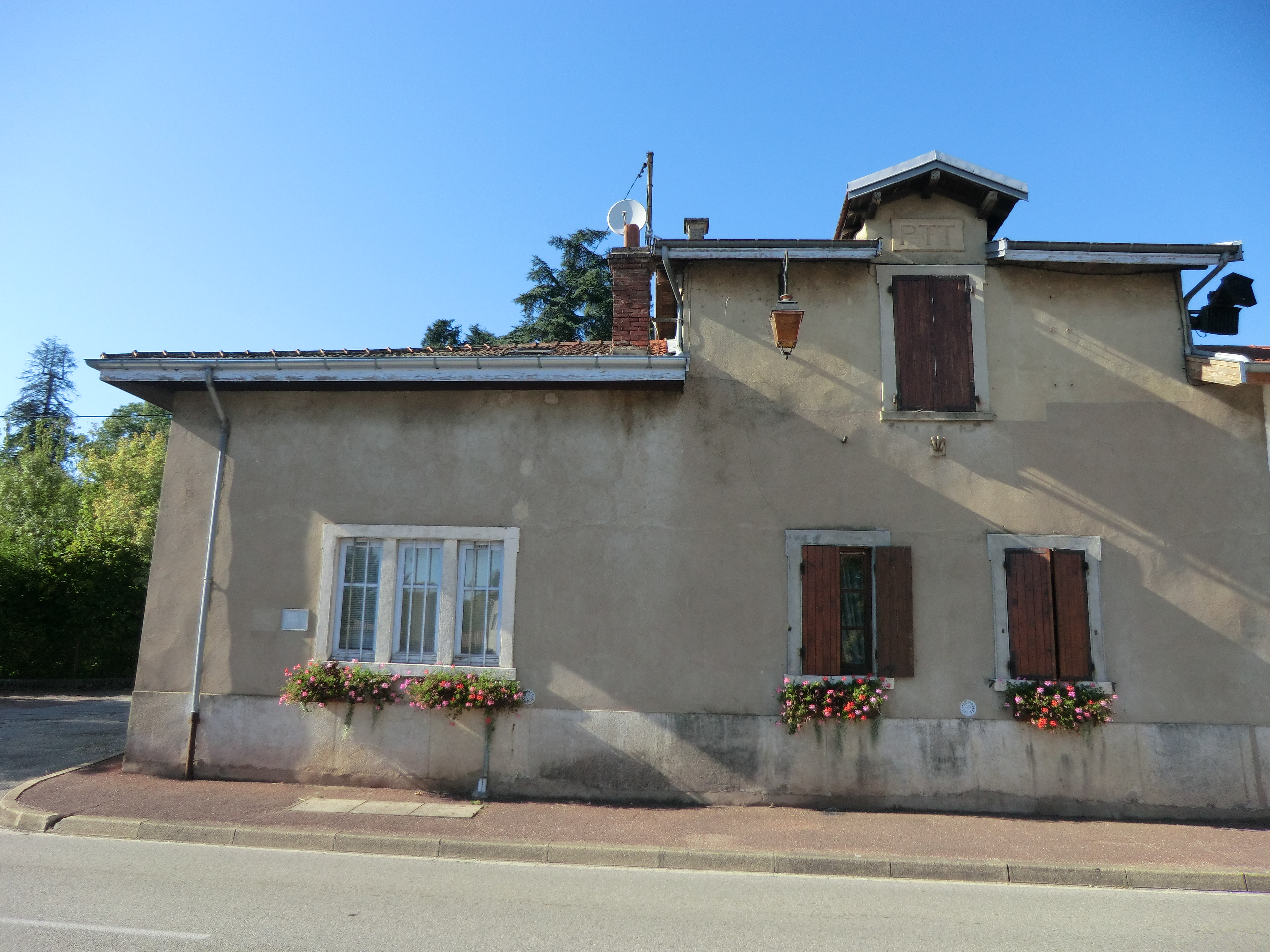
Старая почта